# Ismaël Alassane
Ismaël Eragae Alassane (Niamey, 3 aprile 1984) è un calciatore nigerino, difensore del Mangasport e della nazionale nigerina.

## Carriera

### Club
Inizia la carriera agonistica nel 2001 nel Jeunesse Sportive du Ténéré, che lascerà nel 2003 per giocare con il Sahel Sporting Club. L'anno seguente si trasferisce in Burkina Faso per giocare con l'Association Sportive du Faso-Yennenga.
Nel 2008 passa all'Enyimba, società nigeriana e l'anno seguente ai bahreiniti del Busaiteen Club. Nel 2011 è ingaggiato dal club kuwaitiano del Al Sahel Sporting Club.

### Nazionale
Fa parte della Nazionale del suo Paese dal 2002. Viene selezionato per partecipare alla Coppa d'Africa 2013.

## Palmarès

### Club

#### Competizioni nazionali
- Niger Premier League: 2

Sahel SC: 2003, 2004
- Coppa del Niger: 1

Sahel SC: 2011
- Burkinabé Premier League: 2

ASFA-Yennenga: 2004, 2006